# Mérida Open
Mérida Open, oficiálně Mérida Open Akron, je profesionální tenisový turnaj žen hraný v Méridě, hlavním městě mexického státu Yucatán. Založen byl v roce 2023 a na okruhu WTA Tour zařazen do kategorie WTA 250. V sezóně 2025 byl povýšen do úrovně WTA 500. Dějištěm se staly tvrdé dvorce Yucatán Country Clubu. V pozici titulárního partnera turnaj podpořila skupina Akron, mexický výrobce automobilových maziv.

## Historie
Mérida Open nahradil v kalendáři okruhu WTA Tour 2022 další mexický turnaj Abierto Zapopan. Držitelé pořadatelské licence v guadalajarském Zapopanu turnaj přesunuli do Méridy po potvrzení konání Guadalajara Open i v roce 2023, když se tento turnaj odehrával v Panamerickém tenisovém centru stejně jako Abierto Zapopan.
Mérida Open se při založení v roce 2023 stal třetím pravidelným turnajem okruhu WTA Tour konaným v Mexiku, po Monterrey Open a Guadalajara Open. V sezóně 2023 na mexickém území proběhl i závěrečný Turnaj mistryň, WTA Finals v Cancúnu. Na okruhu WTA Tour 2024 byly Mérida Open s bogotským Copa Colsanitas jedinými událostmi v kategorii WTA 250 hranými v Latinské Americe.
Úvodní ročník Mérida Open se konal na přelomu února a března. Ročník 2024 byl přesunut na závěr sezóny na přelom října a listopadu, do týdne před závěrečný Turnaj mistryň. Událost se odehrává na otevřených tvrdých dvorcích Yucatán Country Clubu, s nímž pořadatelé ze společnosti GS Sports Management uzavřeli v roce 2024 kontrakt na pět ročníků. Kapacita centrálního dvorce činí 3,5 tisíce diváků a dalších soutěžních kurtů 700 osob. Organizátoři vyjednávali s primárním vlastníkem turnajových licencí, agenturou Octagon zodpovědné za jednání s orgány WTA, aby byl meridský turnaj součástí kalendáře minimálně do sezóny 2028. Rizikovým faktorem se stala geografická poloha areálu ležícího v oblasti se zvýšenou četnosti ničivých hurikánů.
V sezóně 2025 byl méridský turnaj povýšen do kategorie WTA 500 a přesunut z podzimního termínu na únor. V něm nahradil zrušený San Diego Open, z něhož se stal mužský challenger.

## Přehled finále

### Dvouhra
| Rok  | vítězka          | finalistka          | výsledek           |
| ---- | ---------------- | ------------------- | ------------------ |
| 2023 | Camila Giorgiová | Rebecca Petersonová | 7–6(7–3), 1–6, 6–2 |
| 2024 | Zeynep Sönmezová | Ann Liová           | 6–2, 6–1           |
| 2025 | Emma Navarrová   | Emiliana Arangová   | 6–0, 6–0           |

### Čtyřhra
| Rok  | vítězky                            | finalistky                         | výsledek      |
| ---- | ---------------------------------- | ---------------------------------- | ------------- |
| 2023 | Caty McNallyová Diane Parryová     | Wang Sin-jü Wu Fang-sien           | 6–0, 7–5      |
| 2024 | Quinn Gleasonová Ingrid Martinsová | Magali Kempenová Lara Saldenová    | 6–4, 6–4      |
| 2025 | Katarzyna Piterová Majar Šarífová  | Anna Danilinová Irina Chromačovová | 7–6(7–2), 7–5 |